# Erin Wallace
Erin Wallace (18 maggio 2000) è una mezzofondista britannica.

## Palmarès
| Anno | Manifestazione    | Sede      | Evento       | Risultato  | Prestazione | Note |
| ---- | ----------------- | --------- | ------------ | ---------- | ----------- | ---- |
| 2016 | Europei allievi   | Tbilisi   | 1500 m piani | Bronzo     | 4'28"17     |      |
| 2018 | Mondiali Under-20 | Tampere   | 1500 m piani | 7ª         | 4'17"61     |      |
| 2019 | Europei Under-20  | Borås     | 1500 m piani | 7ª         | 4'30"08     |      |
| 2021 | Europei Under-23  | Tallinn   | 1500 m piani | Bronzo     | 4'14"85     |      |
| 2022 | Mondiali indoor   | Belgrado  | 1500 m piani | Batteria   | 4'12"46     |      |
| 2024 | Europei           | Roma      | 800 m piani  | Semifinale | 1'59"89     |      |
| 2025 | Europei indoor    | Apeldoorn | 800 m piani  | Batteria   | 2'03"38     |      |

## Campionati nazionali
2014
- Oro ai campionati scozzesi under-16 indoor, 800 m piani - 2'19"40

2015
- Oro ai campionati britannici under-17, 1500 m piani - 4'33"13

2016
- 4ª ai campionati scozzesi indoor, 800 m piani - 2'06"59
- Oro ai campionati britannici under-17, 1500 m piani - 4'30"11
- Bronzo ai campionati britannici under-17 indoor, 800 m piani - 2'09"70

2017
- Bronzo ai campionati scozzesi indoor, 800 m piani - 2'06"84
- Oro ai campionati scozzesi under-20 indoor, 1500 m piani - 4'27"18

2018
- 10ª ai campionati britannici, 1500 m piani - 4'22"32
- Argento ai campionati britannici under-20, 1500 m piani - 4'29"82

2019
- Eliminata in batteria ai campionati britannici indoor, 1500 m piani - 4'31"73
- 6ª ai campionati scozzesi indoor, 1500 m piani - 4'53"10
- Argento ai campionati scozzesi indoor, 800 m piani - 2'08"31
- Oro ai campionati britannici under-20, 1500 m piani - 4'27"01

2020
- 4ª ai campionati britannici, 1500 m piani - 4'15"48
- Argento ai campionati scozzesi, 1500 m piani - 4'24"83

2021
- Argento ai campionati britannici, 1500 m piani - 4'08"52

2022
- Argento ai campionati britannici indoor, 1500 m piani - 4'14"72

2023
- Bronzo ai campionati britannici indoor, 1500 m piani - 4'09"22

## Altre competizioni internazionali
2017
- Oro ai Commonwealth Youth Games ( Nassau), 1500 m piani - 4'16"61
- 6ª ai Commonwealth Youth Games ( Nassau), 800 m piani - 2'08"30

2021
- 4ª negli Europei a squadre ( Chorzów), 1500 m piani - 4'15"65
- 12ª al British Grand Prix ( Gateshead), miglio - 4'35"37
- 13ª all'ISTAF Berlin ( Berlino), 1500 m piani - 4'12"67

2023
- Argento al Manchester World Indoor Tour ( Manchester), 1500 m piani - 4'10"43